# Corpus juris civilis

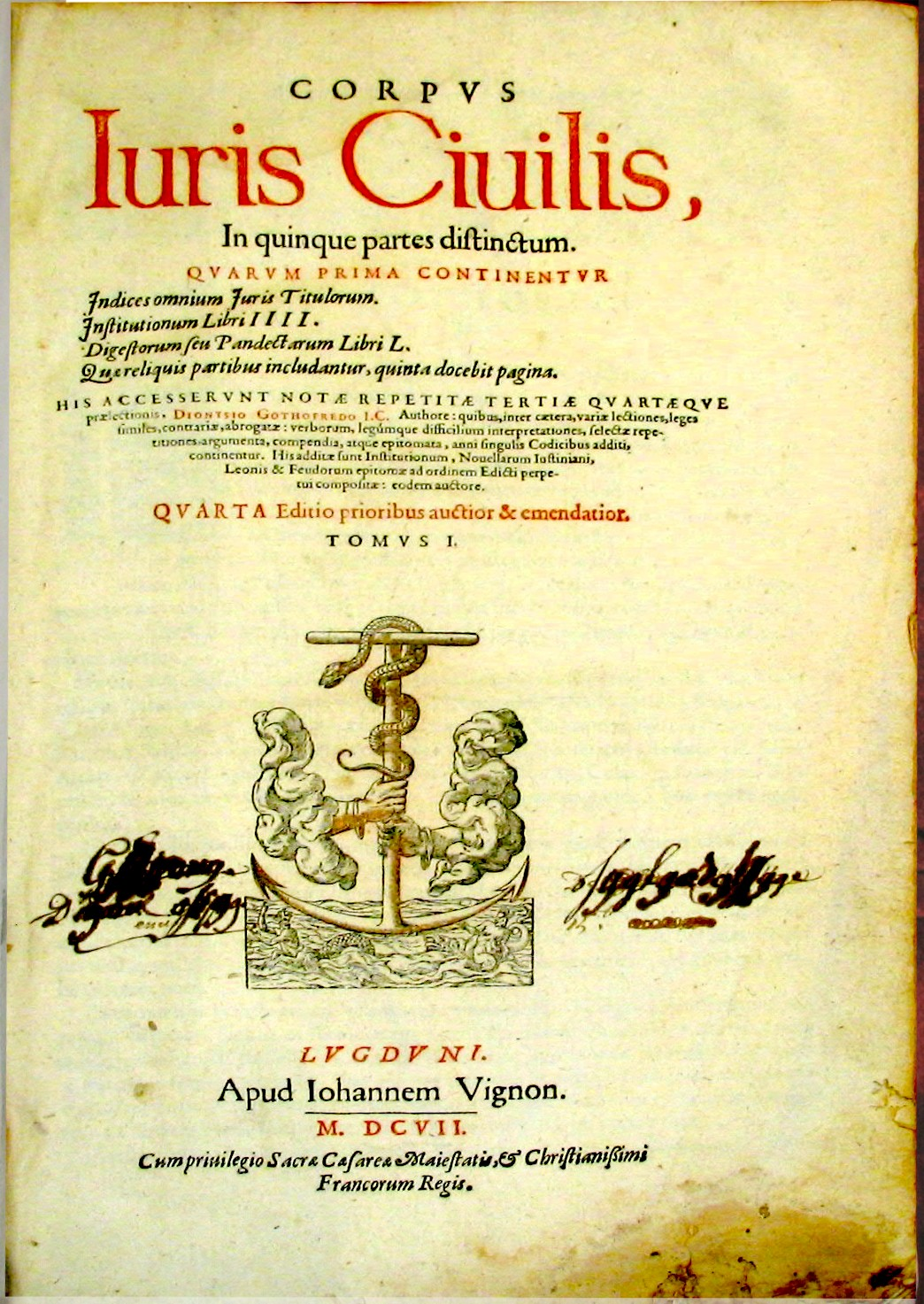
Corpus iuris ciuilis, lugdvni, 1607.

Corpus juris civilis (ungefär: "samling av civilrättsliga lagar", latin) var ett viktigt juridiskt arbete som publicerades åren 529–534 på uppdrag av den bysantinske kejsaren Justinianus. Lagsamlingen, som togs fram under ledning av Tribonianus, en tjänsteman vid Justinianus hov och professor vid universitet i Konstantinopel, består av tre delar: Digesta, Institutiones samt Codex. Senare tillkom en fjärde del med Justinianus senare författningar: Novellae Constitutiones. 
Corpus juris civilis blev senare grunden för den romerska lagens återupprättande under medeltiden vilket, i sin tur, utgjort grunden för i princip all civilrättslig lagstiftning sedan dess. Lagsamlingen fick också stor betydelse för kyrkorätten genom formuleringen ecclesia vivit lege romana, "kyrkan verkar genom romersk lag".

## Codex Justinianus
Justinianus gav order att befintliga romerska författningar skulle sammanställas och omstöpas till nya, aktuella förordningar, vilket också gjordes och publicerades i den s.k. Codex Justinianus som stod färdig 7 april 529. Däri samlades skrivna lagar, constitutiones, författade av romerska kejsare från Hadrianus fram till Justinianus egna lagar. Kompilatorerna utgick från tidigare arbeten som den officiella Codex Theodosianus och privata samlingar som Codex Gregorianus och Codex Hermogenianus. P.g.a. de juridska reformer som Justinianus själv genomfört måste dock denna Codex Justinianus omarbetas, ett arbete man lyckades slutföra 534 och som publicerades som Codex repetitae praelectionis eller kort och gott Codex.
Denna kodex återspeglar senantikens samhällsordning. Kejsarens position som absolut monark med obegränsade legislativa, exekutiva och judiciella befogenheter finns underförstått närvarande genom hela verket. Många bestämmelser hade till uppgift att säkerställa kristendomens status som statsreligion i riket och motverkade ofta uttryckligen andra religioner, till exempel judendomen, genom att bl.a, förbjuda deras utövare att inneha offentliga befattningar.

## Digesta
Digesta (Pandectae) som stod färdig innan Codex, är en samling utdrag från olika rättsliga avhandlingar och utlåtanden från framför allt 100- och 200-talen f.Kr.. Trots att originaldokumenten egentligen bara återgav de enskilda juristernas personliga ståndpunkter, fick Digesta, liksom de andra delarna i lagsamlingen, laglig status.

## Institutiones
Ungefär samtidigt som arbetet med Digesta närmade sig sitt slut sammanställde Tribonianus och två andra professorer, Theophilus och Dorotheus, vad som kan kallas en juridisk lärobok, Institutiones ("elementen", man ansåg att materien bestod av fyra element och utformade således även läroboken i fyra delar). Verket består till två tredjedelar av direkta citat från Gajus verk med samma namn. Läroboken började användas i undervisningen från den 21 november 533 och fick status som lag 30 december samma år samtidigt som Digesta.

## Lagsamlingens återupptäckt
I Västeuropa fanns knappast något behov av Justinianus lagsamling under de förhållanden som rådde sedan Odovakars kungarike gått under i slutet av 400-talet. Under vilka omständigheter Corpus juris civilis sedan återupptäcktes i norra Italien omkring 1070 är omdiskuterat. Möjligen låg den obemärkt i något bibliotek ända tills den av en slump återfanns då den juridiska forskningen återupptogs i samband med påven Gregorius VII:s reformer. Förutom Littera Florentina, den överlevande kodex som antas ligga närmast Justinianus original och som ömt vårdades i Florens, kan andra manuskript ha använts till den undervisning som började hållas i Bologna av Pepo och sedan Irnerius. Deras undervisningsteknik gick till så att de reciterade passager ur lagsamlingen så att studenterna kunde kopiera dem och kommenterade därefter den antika texten i form av glosor. Irnerius lärjungar, de s.k. "fyra doktorerna", tillhörde de första "glossatorerna" som grundade studiet av romersk rätt. Dessa kommentarer sammanställdes på 1200-talet av Franciskus Accursius med titeln Glossa ordinaria. 
Köpmannaklassen i de medeltida italienska kommunerna krävde en lagstiftning som byggde på sedvanerätt och som bättre hanterade de urbana samhällenas situationer än de germanska, orala traditionerna gjorde. Dessutom tilltalade upptäckten av lagsamlingen de lärda som i det tysk-romerska riket såg ett återuppväckande av ärevördiga föregångare från det klassiska arvet. En ny klass av jurister växte fram med de förvaltningsorganisationer som Europas furstar behövde. Universitetet i Bologna, där man började undervisa i Justinianus lagar, förblev högmedeltidens viktigaste centrum för juridiska studier.

## Länk till sida med romersk rätt i engelsk översättning
- The Civil Law -(En online-översättning av S.P. Scott, 1932))
- Ed. Mommsen, Krueger, Schoell & Kroll The Roman Law Library
- Corpus Iuris Civilis, Hugues de la Porte, Lion, 1558-1560.